# Philopona
Philopona là một chi bọ cánh cứng trong họ Chrysomelidae.
Chi này được miêu tả khoa học năm 1903 bởi Weise.

## Các loài
Các loài trong chi này gồm:
- Philopona indica Medvedev, 2001
- Philopona zangana Chen, 1987